# هوغو ماكسيميليانو سوريا سانشيز
هوغو ماكسيميليانو سوريا سانشيز (بالبرتغالية: Hugo Maximiliano Soria Sánchez؛ بالإسبانية: Hugo Maximiliano Soria Sánchez) هو لاعب كرة قدم أوروغواياني وبرازيلي في مركز الوسط، ولد في 16 فبراير 1990 في مونتفيدو في الأوروغواي. لعب مع مونتيفيديو واندررز ونادي دانوبيو ونادي فلامنغو.

## وصلات خارجية
- هوغو ماكسيميليانو سوريا سانشيز على موقع قاعدة بيانات كرة القدم.إي يو (الإنجليزية)
- هوغو ماكسيميليانو سوريا سانشيز على موقع Soccerway.com (الإنجليزية)